# 西山口洋區
西山口洋區（印尼語：Kecamatan Singkawang Barat）是印尼西加里曼丹省山口洋市下轄的一個區，位於山口洋市西部，是山口洋市政府所在地。區內人口約55,477人，為山口洋市最多人口的行政區，也是全市面積最小的區。

## 行政區劃
西山口洋全區有4個社區：
1. 新橋社區
2. 巴士蘭社區
3. Kelurahan Melayu
4. Kelurahan Tengah